# Christianus Petrus Wilhelmus Dessing

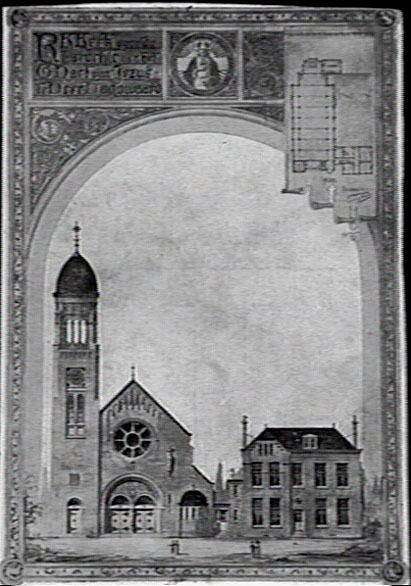
Ontwerp van de Heilige Hart van Jezuskerk in De Noord (Heerhugowaard) door C.P.W. Dessing (1910)

Christianus Petrus Wilhelmus Dessing (Naaldwijk, 17 februari 1844 - Gouda, 27 september 1913) was een Nederlandse architect en aannemer.

## Leven en werk
Dessing werd in 1844 in Naaldwijk geboren als zoon van Petrus Dessing en Gerarda Willemse 't Hoen. Hij trouwde in april 1876 te Naaldwijk met Catharina Maria Wennekers. Na zijn huwelijk vestigde hij zich in juni 1876 in Gouda. Hij was aanvankelijk timmerman en aannemer, maar ontwikkelde zich tot architect van vooral rooms-katholieke kerkelijke gebouwen. In Gouda werd hij bekend als de architect van de Sint-Jozefkerk op de Hoge Gouwe, ook wel de Gouwekerk genoemd. Hij was ook de architect van de pastorie van deze kerk en van het parochiehuis aan de Westhaven te Gouda. Ook buiten Gouda bouwde hij rooms-katholieke kerken met name in het toenmalige bisdom Haarlem, onder meer in Halfweg, Heerhugowaard, Rotterdam, Woerden en Zoeterwoude. Voor Amsterdam ontwierp hij de Vincentius a Paulokerk (gesloopt in 1989) met bijbehorende meisjes- en jongensschool (beide gemeentelijk monument). Naast zijn werk als aannemer-architect was Dessing politiek actief; hij maakte van 1894 tot zijn overlijden in 1913, met een korte onderbreking in 1907 vanwege het niet indienen van een kandidatenlijst, deel uit van de gemeenteraad van Gouda. Hij overleed in september 1913 te Gouda op 69-jarige leeftijd.

## Gouwekerk
De bouw van de Gouwekerk in Gouda staat in zekere zin symbool voor de emancipatie van de rooms-katholieke bevolkingsgroep in Gouda. Na een periode van meer dan 200 jaar van schuilkerken brak een periode aan dat de rooms-katholieke kerk weer zichtbaar werd in het stadsbeeld. Al in 1877 werden de huizen voor de oude kerk aan de Hoge Gouwe afgebroken. Zo'n tien jaar later bouwde Dessing op een perceel naast de kerk een pastorie in neorenaissancestijl. In de jaren 1902 tot 1904 bouwde Dessing op de plaats van de oude kerk een nieuwe neogotische kerk. De Gouwekerk (Sint-Jozefkerk) steekt met zijn 80 meter hoge toren uit boven de toren van de Sint-Janskerk, die na de reformatie in handen was gekomen van de hervormden in Gouda.

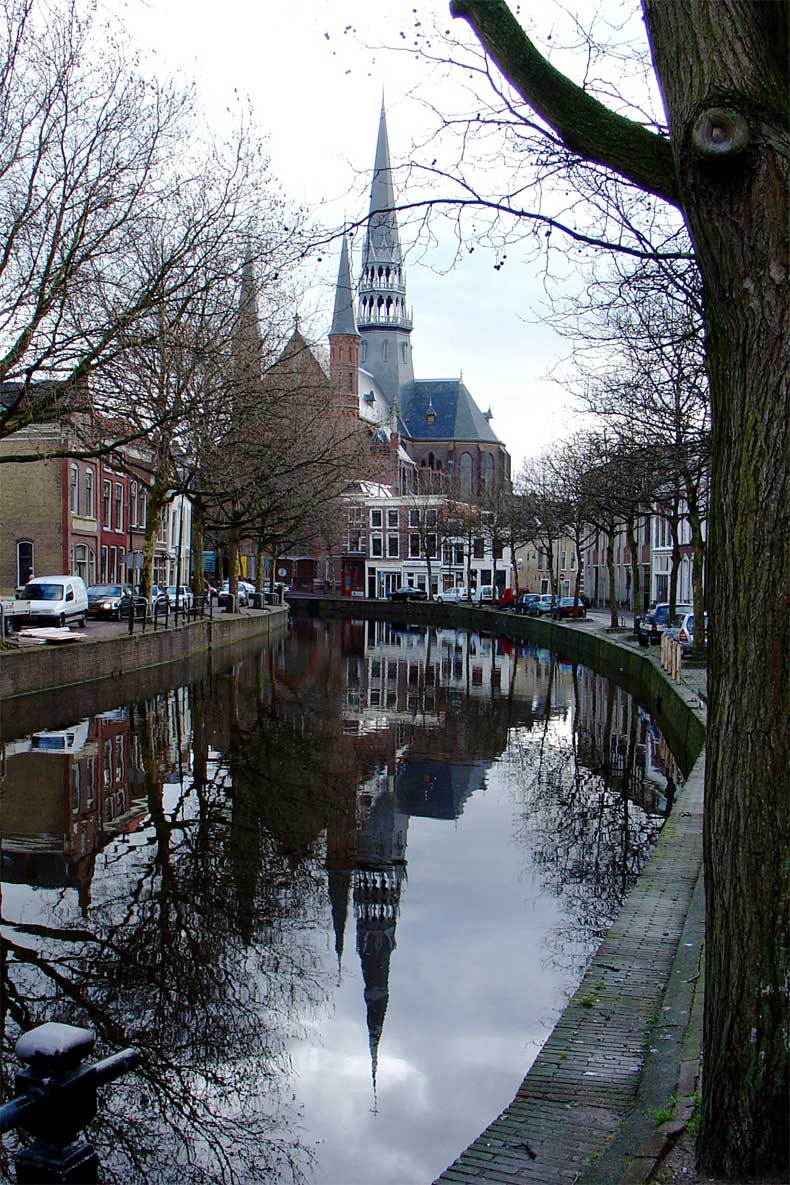
De Gouwekerk te Gouda werd door Dessing ontworpen en gebouwd in de periode 1902-1904

## Bouwwerken
- International Standard Name Identifier: 0000 0004 2313 508X
- Nederlandse Thesaurus van Auteursnamen: 355512874
- Virtual International Authority File: 305806957
- WorldCat: E39PBJmpcymDJ3RMQQHfyV4wmd